# Selespeed
Il Selespeed, contrazione di selettore di velocità (speed), è un cambio robotizzato per autovetture.
È un progetto realizzato dalla Magneti Marelli, per conto del Gruppo Fiat.
Questo impianto è stato adoperato sulle vetture Alfa Romeo.
Le uniche vetture ad essere state commercializzate con questo dispositivo senza far parte del brand milanese, sono state la Fiat Stilo nelle sue versioni "Abarth" e "Schumacher", le più sportive tra quelle disponibili per la media torinese, e la Lancia Delta.
Il Selespeed infatti è stato studiato per rendere la guida più sportiva e rapida, poiché permette di ottenere dei tempi di cambiata, sia in progressione sia in scalata, molto brevi, ed inoltre non è necessario utilizzare il pedale della frizione, che non è presente sulle vetture che adottano questo sistema.

## Architettura
Sostanzialmente il cambio utilizzato dalle automobili munite di Selespeed, dal punto di vista meccanico, non differisce da quelli classici; infatti si tratta di cambi meccanici a due alberi, e la trasmissione è completata dalla frizione.
Tuttavia questi organi vengono gestiti da un sistema idraulico elettroattuato, ossia dei pistoni vengono movimentati dalla pressione di olio idraulico, che a sua volta è messo in circolo da una pompa azionata elettronicamente da una centralina.
È dunque presente una centralina elettronica di gestione del cambio e della frizione.
Nell'abitacolo è presente la cloche di comando dello stesso, e due pulsanti o un bilanciere, posti sulla parte frontale o posteriore del volante.
In questo modo chi guida, muovendo uno dei selettori citati, invia un impulso elettrico alla centralina del cambio, che comanda e coordina la movimentazione della frizione e degli ingranaggi del cambio di velocità.
Si tratta dunque di un cambio manuale robotizzato, poiché l'azionamento è comunque controllato da chi siede al posto guida, e ha dunque facoltà di decidere quando cambiare marcia, avendo sempre il controllo della trasmissione, quanto il pilota comanda l'innesto sia in scalata sia in progressione.
Il sistema è praticamente identico a quello utilizzato dalle monoposto di Formula 1, ed è definito cambio semiautomatico, per via del fatto che in parte è gestito dal pilota (momento cambio marcia, tipologia di innesto), e in parte dal sistema elettroidraulico (frizione e tempi di cambiata).

## Utilizzo
L'innesto dei rapporti è sequenziale poiché, prima del 2003, non era possibile passare direttamente da un rapporto molto alto a uno molto basso in modo istantaneo, in caso di scalata, e viceversa in caso di progressione.
In sostanza prima di innestare un'altra marcia, bisogna per forza passare prima per tutte quelle intermedie, almeno fino alla successiva evoluzione per consentire le scalate istantanee di 2 marce. Quest'evoluzione fu resa disponibile per le Alfa 156 prodotte dopo febbraio 2002 con motore 2.0 JTS.
Per esempio su cambio Selespeed I (prodotti fino al 2002), se si volesse scalare dalla quinta alla terza, prima di poter utilizzare quest'ultima, il sistema innesta la quarta e poi il rapporto voluto. Dopo il febbraio 2003, con arrivo di 2.0 JTS Benzina con iniezione diretta su Alfa 156, uscì la nuova generazione di Selespeed II, che consente di scalare molto rapidamente di due marce in caso di necessità. In pratica Selespeed II è capace di scalare per esempio dalla quarta alla seconda marcia senza innestare la terza.
La leva del cambio può muoversi principalmente in direzione longitudinale, in avanti o indietro.
Ogni volta che il pilota la spinge in avanti, ossia verso la plancia, invia un impulso in progressione, mentre tirandola verso indietro, ossia verso di sé, comanda un impulso di scalata.
Come detto però, il cambio può essere comandato anche dal volante, dunque la guida è ancor più veloce e più sicura, poiché si hanno sempre ambedue le mani sul volante.
Lo stesso può essere munito di pulsanti o bilanciere.
Nel primo caso un pulsante è situato sulla razza destra del volante, di fronte al pilota, ed è indicato dal simbolo +; ogni volta che lo si preme, si invia un impulso di innesto in progressione. È presente poi un secondo pulsante, locato sulla razza sinistra e indicato col simbolo - che, ogni volta che viene premuto, comanda una scalata.
Il sistema a bilanciere invece, riproduce alla perfezione il leveraggio di comando del cambio utilizzato in Formula 1.
Si tratta di due palette, poste dietro il volante.
Anche in questo caso quella di destra è munita del simbolo + e quella di sinistra del simbolo -, con funzionamento identico a quello dei pulsanti.
Tutte le macchine dotate di Selespeed, sono munite della leva del cambio, che funziona come esposto in precedenza, ma a seconda dell'anno di produzione, i comandi al volante sono i pulsanti + e -, oppure il bilanciere con le palette + e -.
Quest'ultimo è stato introdotto solo in tempi più recenti, perciò i primi modelli che utilizzavano il Selespeed, avevano i pulsanti mentre i più recenti (più o meno dal 2002 in poi) hanno le palette.

## Funzione City
Tra le varie peculiarità del Selespeed, va ricordato che il cambio al volante può essere utilizzato solo quando la velocità della macchina supera i 10 km/h, altrimenti bisogna agire sulla leva.
La stessa è l'unico selettore che può innestare la retromarcia.
Questo avviene spostandola verso destra e poi indietro, come praticamente su tutte le vetture del Gruppo Fiat.
Spostandola solo a destra però, muove gli ingranaggi in posizione di folle.
Per quanto il Selespeed sia comunque un cambio manuale, dispone anche di una particolare funzione, che può farlo lavorare come cambio automatico.
Questo è possibile pigiando un tasto, sito di fianco alla leva del cambio, contraddistinto dalla scritta city.
Non è da confondere con la funzione city, utilizzata sulle altre vetture del Gruppo Fiat, che serve per decrementare gli sforzi sullo sterzo in fase di manovra.
Nel caso del Selespeed, premendo il tasto city, si seleziona una diversa mappatura della centralina di gestione del cambio, che assume il completo controllo della trasmissione.
Infatti il momento della cambiata non viene più deciso dal pilota, ma dal sistema elettronico.
È un sistema pensato per situazioni di lavoro molto oneroso da parte del cambio, particolarmente in condizioni di traffico intenso dove sono richiesti cambi di marcia molto frequenti.
Per non affaticare il pilota, la centralina (se abilitata col tasto in questione), si occupa di cambiare marcia per conto suo.
Tra l'altro il cambio marcia viene effettuato a regimi di rotazione del motore molto bassi, in modo tale da risparmiare più carburante possibile, anche perché in situazioni simili, in cui la velocità di crociera è prossima allo zero, non è necessario sfruttare più di tanto il motore.
Ad ogni modo il sistema si adatta allo stile di guida del pilota.
Se questi accelera in modo repentino, o sfrutta parecchio il pedale dell'acceleratore, cercando regimi di rotazione del motore elevati, la centralina seleziona rapporti più reattivi, realizzando delle cambiate sportive, a regimi motore elevati.
È dunque possibile, anche se il suo scopo principale non è questo, sfruttare la funzione city anche per una guida sportiva su strada libera, nel caso non si voglia cambiare marcia in prima persona. In più su Selespeed II il sistema accetta un sovracomando da parte del guidatore di cambiare marcia anche se in modo City. Quest'azione non esclude la modalità City in nessun caso.

## Cambio sportivo
Ad ogni modo, indifferentemente dalla modalità selezionata, con il sistema Selespeed, le cambiate avvengono in tempi inferiori al secondo in caso di guida blanda o leggermente sportiva.
Se la centralina rileva regimi di rotazione del motore, pari o superiori ai 5000 giri al minuto, e il pedale dell'acceleratore è affondato per almeno il 60% della sua corsa, il tempo di cambiata è ridotto a circa mezzo secondo.
Attualmente il Selespeed in commercio, è un'evoluzione del primo sistema che venne realizzato.
In più dispone di un'ulteriore mappatura della centralina gestione cambio, attivabile manualmente tramite un pulsante all'interno dell'abitacolo.
Si tratta di un tasto denominato Sport che, se premuto, invia un impulso che abilita una mappatura della centralina, la quale permette di ridurre i tempi di cambiata di circa il 20%.